# جزایر ونتین (فلوریدا)
جزایر ونتین، فلوریدا (به انگلیسی: Venetian Islands, Florida) یک منطقهٔ مسکونی در ایالات متحده آمریکا است که در میامی (فلوریدا) واقع شده‌است.